# Kraj Zadunajski

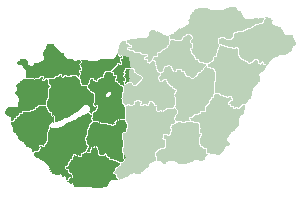
Na ciemnozielono zaznaczono Kraj Zadunajski na mapie Węgier.

Kraj Zadunajski (węg. Dunántúl) – jeden z trzech głównych regionów geograficznych, obok Małej (Kisalföld) i Wielkiej Niziny Węgierskiej (Alföld), wyróżnianych w obrębie Kotliny Panońskiej przez geografię węgierską.
Kraj Zadunajski obejmuje regiony geograficzne leżące na zachód od południkowego odcinka Dunaju, między Małą Niziną Węgierską na północnym zachodzie, przedgórzem Alp (Alpokalja) na południowym zachodzie i doliną Drawy na południu. Kraj Zadunajski jest różnorodny pod względem form ukształtowania powierzchni – w jego skład obok pasm gór i wzgórz wchodzą również równiny i kotliny.

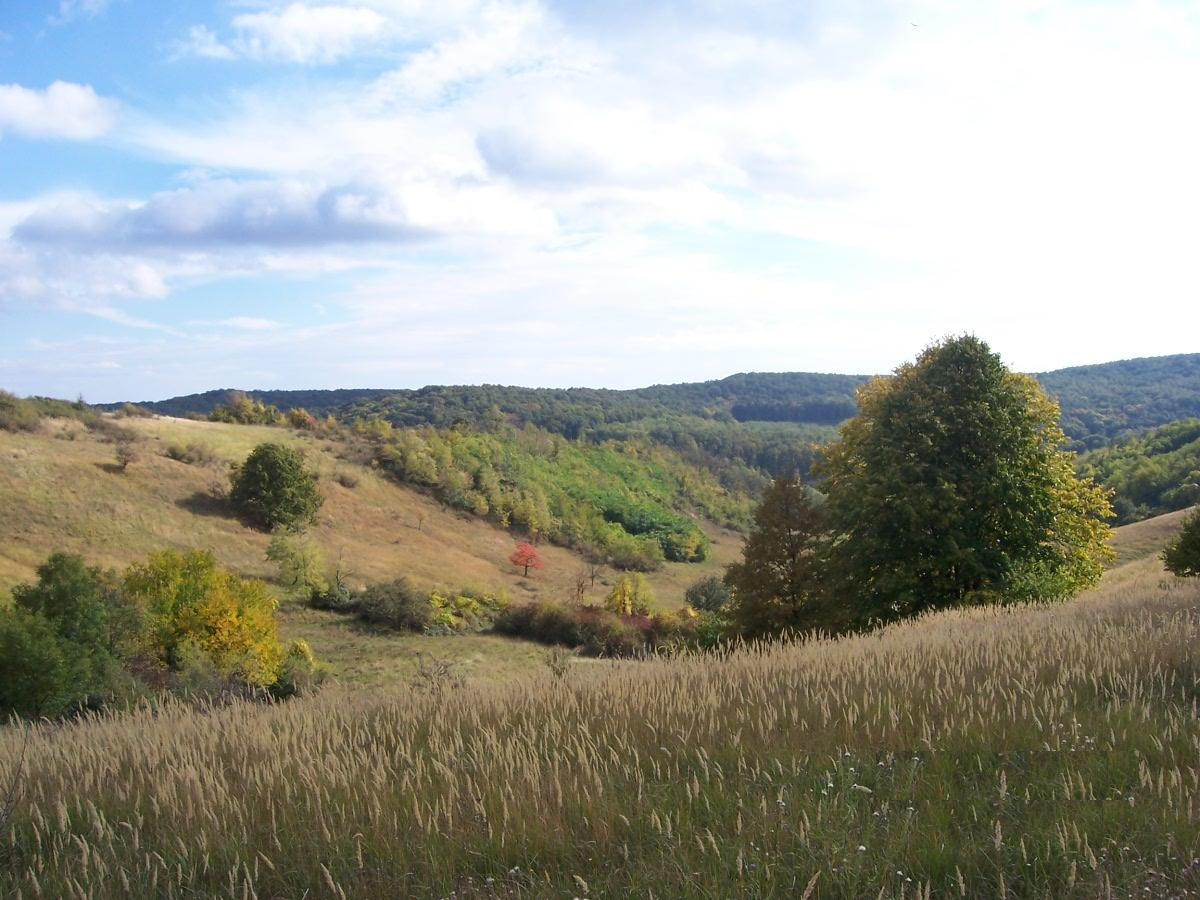
Typowy krajobraz Kraju Zadunajskiego koło Mecseknádasd

O odmienności ukształtowania Kraju Zadunajskiego od Wielkiej i Małej Niziny Węgierskiej zadecydowała tektonika – podłoże Kraju Zadunajskiego w czwartorzędzie nie uległo procesowi intensywnego zapadania, który dotknął obie Niziny, lecz pozostało na tej samej wysokości, a nawet zostało gdzieniegdzie wypiętrzone. W efekcie powierzchnia Kraju Zadunajskiego nie jest płaska, lecz zróżnicowana wysokościowo.
Przez środek Kraju Zadunajskiego, w przybliżeniu wzdłuż osi jeziora Balaton, biegnie uskok tektoniczny, który dzieli region na dwie główne części:
- na północy Średniogórze Zadunajskie (Dunántúli-középhegység) – pas gór zrębowych, średnich i niskich, zbudowanych głównie z mezozoicznych skał osadowych, z najwyższym i najrozleglejszym Lasem Bakońskim,
- na południu Kotlina Zadunajska (Dunántúli-dombság) – kotliny, równiny i obszary pagórkowate ograniczone na południowym skraju pasmem gór wyspowych Mecsek.

Regionalizacja fizycznogeograficzna według UKD nie wyróżnia Kraju Zadunajskiego jako odrębnego regionu, lecz w jego miejscu lokuje dwie mniejsze jednostki – Średniogórze Zadunajskie i Wysoczyzny Zadunajskie. Odmiennie też określa granice regionu, między innymi równinę Mezőföld zalicza już do Wielkiej Niziny Węgierskiej.